# 5-Carboxamidotryptamin
5-Carboxamidotryptamin (5-CT) ist ein Tryptaminderivat, das eng mit dem Neurotransmitter Serotonin verwandt ist.
5-CT wirkt als nicht-selektiver, hochaffiner Vollagonist an den 5-HT1A-, 5-HT1B-, 5-HT1D-, 5-HT5A- und 5-HT7-Rezeptoren sowie mit geringerer Affinität an den 5-HT2-, 5-HT3- und 5-HT6-Rezeptoren. Er hat eine vernachlässigbare Affinität zu den 5-HT1E- und 5-HT1F-Rezeptoren. 5-CT bindet am stärksten an den 5-HT1A-Rezeptor und es wurde einst angenommen, dass es für diese Stelle selektiv ist.